# Paracladura spicata
Paracladura spicata är en tvåvingeart som beskrevs av Alexander 1969. Paracladura spicata ingår i släktet Paracladura och familjen vintermyggor. Inga underarter finns listade i Catalogue of Life.